# Guillaume Cizeron
Guillaume Cizeron (né le 12 novembre 1994 à Montbrison) est un patineur artistique français de danse sur glace. Avec sa partenaire, Gabriella Papadakis, ils sont  champions olympiques (2022), vice-champions olympiques (2018), quintuples champions du monde (2015, 2016, 2018, 2019 et 2022), et quintuples champions d'Europe (2015, 2016, 2017, 2018 et 2019) et septuple champions de France.

## Biographie
Guillaume est né à Montbrison dans la Loire, le 12 novembre 1994. Ses parents, Jocelyne et Marc, côtoient le milieu artistique. Alors que sa mère enseigne, notamment, la danse, son père, est le président du club Auvergne Clermont Danse sur Glace. Ils sont tous deux enseignants à l’université Clermont-Auvergne, à l’UFR STAPS.
Il révèle son homosexualité le 17 mai 2020 à l'occasion de la Journée mondiale contre l'homophobie et la transphobie en publiant une photo de lui avec son compagnon sur Instagram,,. L'Équipe publie une lettre ouverte dans laquelle il explique avoir voulu aider ceux et celles qui le liront « à mieux s'aimer, s'accepter [même si] dans un monde idéal, personne n'aurait besoin d'avoir à justifier ses attirances sexuelles ou romantiques ».

### Carrière sportive
Papadakis et Cizeron se sont associés quand ils avaient neuf ou dix ans à la suggestion de la mère de Gabriella Papadakis, Catherine, qui les entraîne au début de leur partenariat.
Leur première saison au niveau international junior a lieu en 2009-2010.
En 2012, ils gagnent successivement les Grand Prix junior de France et d'Autriche, ce qui les qualifie pour la finale de leur catégorie, qui a lieu à Sotchi. Durant cette compétition, ils atteignent la deuxième place derrière les Russes Aleksandra Stepanova et Ivan Bukin.
Lors des Championnats du monde juniors 2013 à Milan, Papadakis et Cizeron prennent la deuxième place du programme court. Le jour du programme libre, au cours de la séance d'entraînement matinale, pendant un échauffement réalisé hors glace, Papadakis se foule la cheville. Au moment de leur passage en compétition, le couple s'arrête à 2 min 52 s et se voit accorder une pause médicale en raison de la blessure de Papadakis avant de pouvoir finir le programme. Ils terminent troisièmes du programme libre et deuxièmes du classement final.

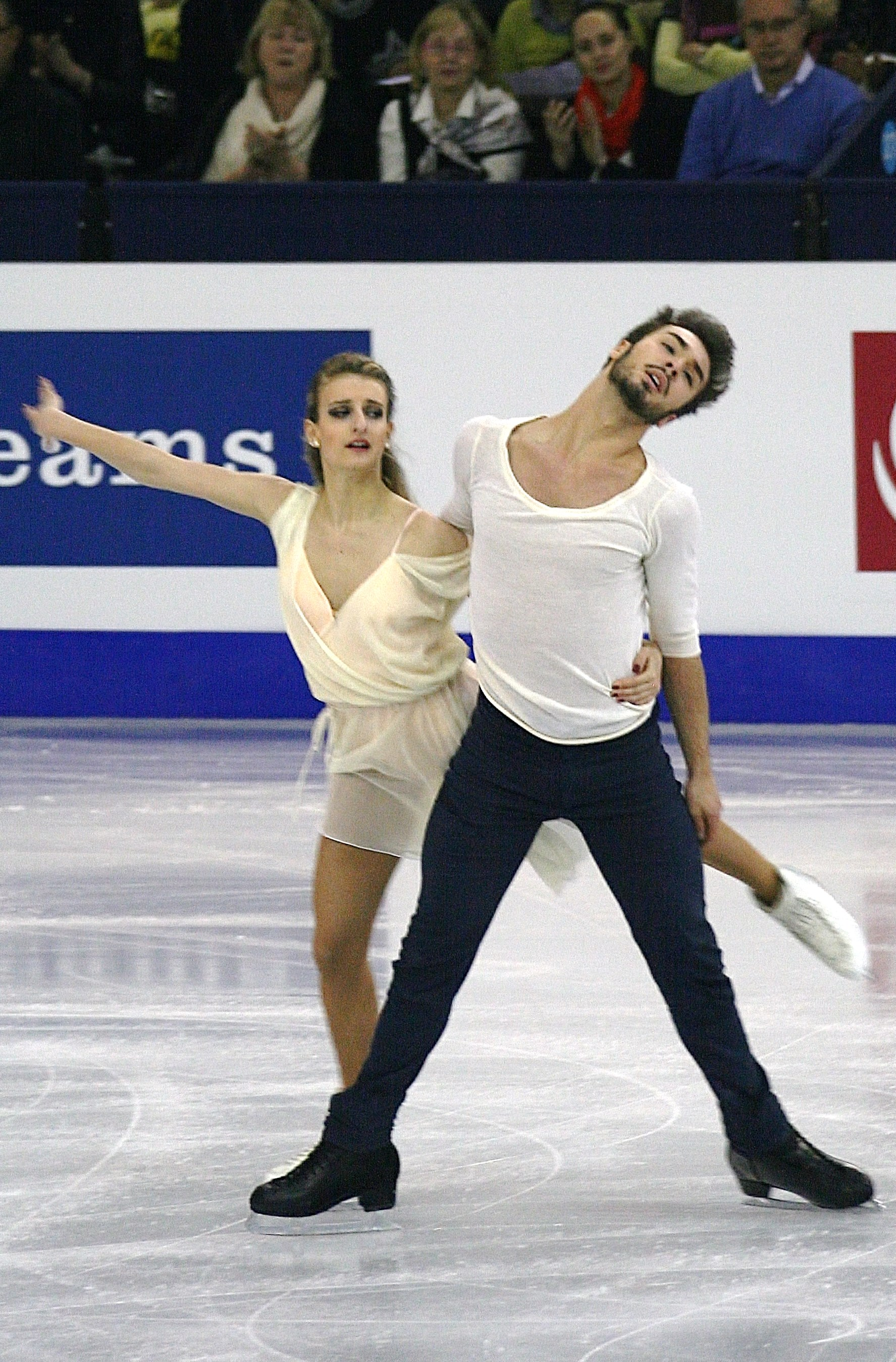
Gabriella Papadakis et Guillaume Cizeron en 2014.

Ils font leurs débuts au niveau international senior en 2013-2014, en obtenant une cinquième place au Bompard, puis une septième à la Coupe de Russie. À la suite du forfait du couple Nathalie Péchalat / Fabian Bourzat, ils sont appelés pour les Championnats d'Europe et terminent quinzièmes. En mars, ils concluent leur saison par les Championnats du monde et se classent treizièmes.
À l'été 2014, ils déménagent à Montréal, au Canada, avec leur entraîneur Romain Haguenauer. Ils commencent la saison 2014-2015 à la Coupe de Chine et gagnent, à cette occasion, leur premier Grand Prix ISU, en devançant notamment les champions du monde Anna Cappellini et Luca Lanotte. Deux semaines plus tard, le couple s'impose sur le Trophée Éric Bompard avec un score de 166,6 points. Qualifiés pour leur première finale du Grand Prix ISU, qui a lieu, cette année-là, à Barcelone, ils montent sur la troisième marche du podium. Ils deviennent ensuite champions de France pour la première fois.
En janvier 2015, ils disputent les Championnats d'Europe à Stockholm. Le couple domine le programme court et le programme libre avec un total de 179,97 points et devance les tenants du titre Anna Cappellini et Luca Lanotte pour gagner leur premier titre continental de leur carrière.
Le 27 mars 2015, à Shanghai, Gabriella Papadakis et Guillaume Cizeron sont sacrés champions du monde de danse sur glace. Ils obtiennent la première place grâce à leur performance lors du programme libre.
Le 30 janvier 2016, le couple français, deuxième derrière les Italiens Cappellini et Lanotte à l'issue du programme court, domine largement le programme libre et conserve son titre européen à Bratislava, en Slovaquie, avec un total de 182,71 points.
Le 31 mars 2016, à Boston, Gabriella Papadakis et Guillaume Cizeron conservent leur titre mondial acquis à Shanghai. En tête après le programme court (76,29 points), ils obtiennent la première place une nouvelle fois grâce à leur performance lors du programme libre en obtenant 118,17 points : c'est le plus gros total jamais atteint sur un libre de danse.
Dès le début de la saison 2016, le couple obtient des notes proches de leur meilleur niveau. Pour leur première apparition, au Trophée de France, en novembre, leur programme court les place en tête avec un record personnel de 78,26 points. Au terme du programme libre, leur total de 193,50 points leur garantit la victoire, à moins d'un point de leur record personnel.

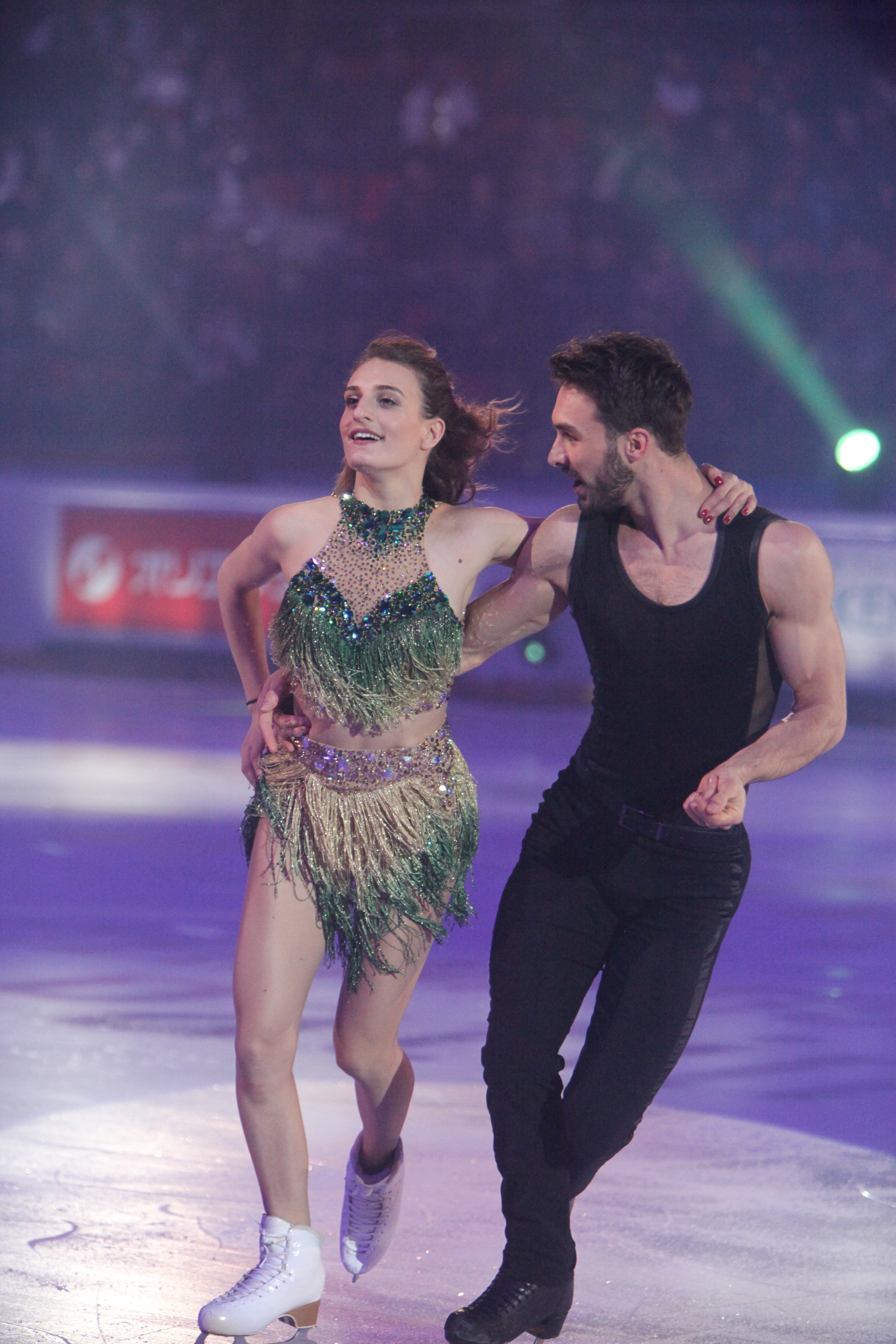
Guillaume Cizeron et Gabriella Papadakis au Trophée de France 2018.

Le samedi 1er avril 2017, à Helsinki, lors des Championnats du monde de patinage artistique, Guillaume Cizeron et Gabriella Papadakis remportent la deuxième place avec 196,04 points, juste derrière les 198,62 points des Canadiens Tessa Virtue et Scott Moir. Le couple bat à nouveau le record du monde en danse libre, leur propre record de 2016, en obtenant 119,15 points. Ils améliorent ce nouveau record du monde le 4 novembre de la même année, à l'occasion de la Coupe de Chine 2017, avec 119,33 points, puis réalisent le record du monde total avec 200,43 points. Le record est amélioré deux semaines plus tard, à l'occasion du Trophée de France 2017, où ils atteignent 201,98 points (81,40 + 120,58).
Le 15 janvier 2018, à l'occasion des championnats d'Europe, Gabriella Papadakis et Guillaume Cizeron améliorent encore leurs records du monde, au programme libre avec 121,87 points, et au général avec 203,16 points.
Aux Jeux de Pyeongchang, ils finissent deuxièmes du programme court, en battant leur record du monde (81,93 points), qui est battu quelques minutes plus tard par le couple canadien Tessa Virtue/Scott Moir (83,67 points). Un problème de costume marque par ailleurs leur performance. Lors du programme libre, en dépit d'un deuxième record du monde (123,35 points) et un nouveau record personnel sur la note totale (205,28 points), ils deviennent vice-champions olympiques derrière les Canadiens, qui obtiennent la médaille d'or avec un total record (206,07 points).
Le 24 mars 2018, aux championnats du monde de patinage artistique à Milan, ils deviennent pour la troisième fois champions du monde et obtiennent, à nouveau, le record du monde au total des points (207,20 points). Ils battent également, pour la première fois de leur carrière, le record du monde des points pour le programme court avec 83,73 points.
Le 23 mars 2019, Guillaume et Gabriella Papadakis sont une nouvelle fois sacrés champions du monde, pour la quatrième fois avec un score record de 222,65. Ils ont été couronnés à Saitama au Japon. Ils ont devancé les Russes Victoria Sinitsina et Nikita Katsalapov (211,76) et les Américains Madison Hubbell et Zachary Donohue (210,40) 17.
Aux Jeux olympiques d'hiver de 2022, Cizeron et Papadakis battent leur propre record du monde en danse rythmique avec 90,83 points et prennent la tête de la compétition avant le programme libre. Ils deviennent champions olympiques devant les Russes Victoria Sinitsina et Nikita Katsalapov et les Américains Madison Hubbell et Zachary Donohue, en battant leur propre record du monde au général avec 226,98 points.
Aux championnats du monde 2022, Cizeron et Papadakis continuent de battre leur propre record du monde en danse rythmique avec 92,73 points et prennent la tête de la compétition avant le programme libre. Le lendemain, ils deviennent champions du monde pour la 5e fois, en battant leurs propres records du monde, avec respectivement 137,09 points avec le libre et 229,82 points en score total.
Après la compétition, le couple de patineurs décide de prendre une pause d'un an, participant à des spectacles, Holiday on Ice en Allemagne de décembre 2022 à mars 2023 puis d'autres à travers l'Europe.
Le 3 décembre 2024, il annonce, via les médias, la fin de sa carrière sportive professionnelle.
En août 2023, il patine avec Stéphane Lambiel sur une chorégraphie de Khoudia Touré. Tout comme Gabriella Papadakis, il souhaite casser les codes du patinage artistique.
En mars 2025, il annonce reprendre sa carrière avec Laurence Fournier-Beaudry. En mai 2025, dans une interview dans la presse canadienne, le nouveau couple annonce soutenir Nikolaj Sorensen, l'ancien partenaire et conjoint de Fournier,  pourtant accusé d'agression sexuelle et suspendu pour 6 ans minimum pour "maltraitance sexuelle",, Cizeron parlant d'injustice.

## Palmarès
| Compétition                                                                           | 2010    | 2011    | 2012    | 2013    | 2014    | 2015    | 2016    | 2017    | 2018    | 2019    | 2020    | 2021    | 2022    |  |
| Jeux olympiques d'hiver                                                               |         |         |         |         |         |         |         |         | 2e      |         |         |         | 1er     |  |
| Championnats du monde                                                                 |         |         |         |         | 13e     | 1er     | 1er     | 2e      | 1er     | 1er     | CA      | F       | 1er     |  |
| Championnats d'Europe                                                                 |         |         |         |         | 15e     | 1er     | 1er     | 1er     | 1er     | 1er     | 2e      | CA      | F       |  |
| Championnats de France                                                                |         |         |         |         | 2e      | 1er     | 1er     | 1er     | 1er     | 1er     | 1er     | F       | 1er     |  |
| Championnats du monde juniors                                                         | 22e     | 12e     | 5e      | 2e      |         |         |         |         |         |         |         |         |         |  |
|                                                                                       |         |         |         |         |         |         |         |         |         |         |         |         |         |  |
| Grand Prix ISU                                                                        | 2009/10 | 2010/11 | 2011/12 | 2012/13 | 2013/14 | 2014/15 | 2015/16 | 2016/17 | 2017/18 | 2018/19 | 2019/20 | 2020/21 | 2021/22 |  |
| Finale du Grand Prix                                                                  |         |         |         |         |         | 3e      |         | 2e      | 1er     |         | 1er     | CA      | CA      |  |
| Skate America                                                                         |         |         |         |         |         |         |         |         |         |         |         |         |         |  |
| Skate Canada                                                                          |         |         |         |         |         |         |         |         |         |         |         | CA      |         |  |
| Coupe de Chine                                                                        |         |         |         |         |         | 1er     |         |         | 1er     |         |         |         | 1er     |  |
| Trophée de France                                                                     |         |         |         |         | 5e      | 1er     | F       | 1er     | 1er     | 1er     | 1er     | CA      | 1er     |  |
| Coupe de Russie                                                                       |         |         |         |         | 7e      |         |         |         |         |         |         |         |         |  |
| Trophée NHK                                                                           |         |         |         |         |         |         | F       | 2e      |         | F       | 1er     |         |         |  |
| Légende : F = Forfait ; CA = Compétitions annulées à cause de la pandémie de Covid-19 |         |         |         |         |         |         |         |         |         |         |         |         |         |  |

## Distinctions
- Chevalier de la Légion d'honneur en 2022[35],[36]
- Chevalier de l'ordre national du Mérite en 2018[37]

En avril 2022, Olivier Bianchi, maire de Clermont-Ferrand, propose de renommer la patinoire de Clermont-Ferrand en patinoire Papadakis-Cizeron,,,.
L'école de Saint-Bonnet-lès-Allier, où il a été scolarisé, porte son nom depuis le 18 octobre 2022.